# 洛斯特亞當斯迪金斯
洛斯特亞當斯迪金斯（英語：Lost Adams Diggings）是位於美國新墨西哥州卡特倫縣的鬼鎮。

## 歷史
洛斯特亞當斯迪金斯的郵局於1930年設立，其後於1945年停運。

## 地理
洛斯特亞當斯迪金斯所處的海拔為高於海平面2743米（即9000英呎），而該地所採用的時區為UTC-7，即北美山地时区（MST）。同時該地設有夏令時間，為UTC-7調快一小時，即UTC-6（MDT）。